# Esox niger
Esox niger es una especie de pez actinopterigio de agua dulce, un tipo de lucio común en Estados Unidos. Muy pescado en pesca deportiva.

## Morfología
Se ha descrito una captura de casi un metro de largo, pero en promedio para una edad máxima de 9 años la longitud máxima es de 41,9 cm. Sin espinas en las aletas dorsales, cuerpo más bien delgado y un poco comprimido, cabeza grande y deprimida anteriormente, el perfil ligeramente cóncavo sobre el hocico, hocico que es largo y ancho, boca grande horizontal con mandíbula inferior saliente.
Pigmentación verdosa muy oscura por encima -de ahí su nombre niger-, vientre pálido, escamas con lustre dorado, parte superior oscura interrumpida por barras verticales brillantes, radios de las aletas con membranas color claro y base de la aleta caudal oscura.

## Distribución y hábitat
Es un pez de agua dulce templada entre 10 °C y 20 °C, de comportamiento demersal y no migrador, que habita un rango de profundidad desde la superficie hasta los 6 metros. Se distribuye por ríos de la vertiente atlántica norteamirica desde Canadá hasta Florida, así como por la vertiente del Golfo en ríos de la cuenca del río Misisipi, introducida en el lago Ontario y lago Eyre.
Vive en lagos con vegetación, pantanos y aguas estancadas, así como en charcas tranquilas de arroyos y pequeños ríos medianos. También encontrado en agua fría profunda con poca o sin vegetación, donde los adultos migran durante el invierno.